# 2010–2011-es ciprusi labdarúgó-bajnokság (első osztály)
A 2010–2011-es A’ Katigoríasz (szponzorált nevén Protáthlima Marfín Laikí) a ciprusi labdarúgó-bajnokság legmagasabb szintű versenyének 73. alkalommal megrendezett bajnoki éve volt. A pontvadászat 14 csapat részvételével 2010. augusztus 28-án kezdődött és 2011. május 14-én ért véget.
A bajnokságot az APÓEL csapata nyerte a címvédő Omónia, és a bronzérmes Anórthoszisz előtt. Ez volt a klub 21. bajnoki címe. Az élvonaltól az AÉP, a Dóxa, és az APÓP búcsúzott, a másodosztályból pedig az Árisz, a Néa Szalamína, és az Anajénniszi Deríniasz jutott fel.
A gólkirályi címet az Apóllon szerb csatára, Miljan Mrdaković nyerte el 21 találattal, az Év Játékosá-nak járó díjat a bajnokcsapat brazil támadója, Aílton Almeida vehette át.

## A bajnokság rendszere
A pontvadászat 14 csapat részvételével őszi-tavaszi lebonyolításban zajlott, és két fő részből állt: egy alapszakaszból és egy helyosztó rájátszásból. Az alapszakaszban a csapatok oda-visszavágós, körmérkőzéses rendszerben mérkőztek meg egymással. Minden csapat minden csapattal kétszer játszott, egyszer pályaválasztóként, egyszer pedig vendégként.
Az alapszakasz végső sorrendjét a 26 bajnoki forduló mérkőzéseinek eredményei határozták meg a szerzett összpontszám alapján kialakított rangsor szerint. A mérkőzések győztes csapatai 3 pontot, döntetlen esetén mindkét csapat 1-1 pontot kapott. Vereség esetén nem járt pont. Az alapszakasz első helyezett csapata a legtöbb összpontszámot szerzett egyesület, míg az utolsó helyezett csapat a legkevesebb összpontszámot szerzett egyesület volt.
Azonos összpontszám esetén a bajnoki sorrendet az alábbi szempontok alapján határozták meg:
1. az egymás ellen játszott bajnoki mérkőzések pontkülönbsége;
2. az egymás ellen játszott bajnoki mérkőzések gólkülönbsége;
3. az egymás ellen játszott bajnoki mérkőzéseken szerzett gólok száma;
4. a bajnoki mérkőzések gólkülönbsége;
5. a bajnoki mérkőzéseken szerzett gólok száma;

Az alapszakasz 13. és 14. helyezettje egyenes ágon kiesett a másodosztályba, az 1–12. helyezett csapatok pedig a helyosztó rájátszásba kerültek, ahova minden alapszakaszbeli eredményüket magukkal vitték.
Az alapszakaszbeli bajnoki sorrend alapján három csoportot képeztek, a helyosztó csoportokon belül a csapatok újfent oda-visszavágós, körmérkőzéses rendszerben mérkőztek meg egymással. A helyosztó csoportok, egyben a bajnokság végső sorrendjét az alapszakaszbeli rendszer szerint határozták meg.
Az 1–4. helyért folyó helyosztó rájátszás győztese lett a 2010–11-es ciprusi bajnok, míg a 9–12. helyért folyó helyosztó rájátszás utolsó helyezettje kiesett a másodosztályba.

## Változások a 2009–10-es szezonhoz képest
Búcsúzott az élvonaltól
- Árisz Lemeszú, 14. helyen
- Néa Szalamína, 15. helyen
- APÉP, 16. helyen

Feljutott az élvonalba
- Alkí Lárnakasz, a másodosztály győzteseként
- AÉK Lárnakasz, a másodosztály ezüstérmeseként
- Olimbiakósz, a másodosztály bronzérmeseként

## Részt vevő csapatok
| Név (használt, vagy rövidített név)   | Székhely (angol név)  | Stadion                       | 2009–10     |
| ------------------------------------- | --------------------- | ----------------------------- | ----------- |
| AÉ Kítion Lárnakasz (AÉK)             | Lárnaka (Larnaca)     | GSZZ Stadion                  | 2. (II. o.) |
| AÉ Lemeszú (AÉL)                      | Lemeszósz (Limassol)  | Círion Stadion                | 5.          |
| AÉ Páfosz (AÉP)                       | Páfosz (Paphos)       | Pafiakó Stadion               | 10.         |
| Alkí Lárnakasz (Alkí)                 | Lárnaka (Larnaca)     | GSZZ Stadion                  | 1. (II. o.) |
| Anórthoszi Ammohósztu (Anórthoszisz)  | Lárnaka (Larnaca)     | Andónisz Papadópulosz Stadion | 3.          |
| APÓ Ellínon Lefkoszíasz (APÓEL)       | Lefkoszía (Nicosia)   | Neo GSZP Stadion              | 2.          |
| Apóllon Lemeszú (Apóllon)             | Lemeszósz (Limassol)  | Círion Stadion                | 4.          |
| APÓ Péjiasz Kinírasz (APÓP)           | Péjia (Peyia)         | Péjiai stadion                | 8.          |
| Dóxa Katokopiász (Dóxa)               | Lefkoszía (Nicosia)   | Makário Stadion               | 11.         |
| Ermísz Aradíppu (Ermísz)              | Aradíppu (Aradippou)  | Aradíppui stadion             | 9.          |
| Ethnikósz Áhnasz (Ethnikósz)          | Áhna (Achnas)         | Daszáki Stadion               | 7.          |
| ÉN Paralímniu (ÉNP)                   | Paralímni (Paralimni) | Paralímni stadion             | 6.          |
| ASZ Omónia Lefkoszíasz (Omónia)       | Lefkoszía (Nicosia)   | Neo GSZP Stadion              | 1.          |
| Olimbiakósz Lefkoszíasz (Olimbiakósz) | Lefkoszía (Nicosia)   | Neo GSZP Stadion              | 3. (II. o.) |

## Alapszakasz

### Végeredménye
| #   | Csapat       | M  | GY | D | V  | G+ – G– | GK  | P                                                       | Megjegyzések              | Egymás elleni |
| --- | ------------ | -- | -- | - | -- | ------- | --- | ------------------------------------------------------- | ------------------------- | ------------- |
| 1.  | APÓEL        | 26 | 20 | 2 | 4  | 55–19   | +36 | 62                                                      | Helyosztó az 1–4. helyért |               |
| 2.  | OmóniaCV     | 26 | 14 | 8 | 4  | 38–16   | +22 | 50                                                      | Helyosztó az 1–4. helyért |               |
| 3.  | Anórthoszisz | 26 | 13 | 6 | 7  | 46–31   | +15 | 45                                                      | Helyosztó az 1–4. helyért |               |
| 4.  | AÉKÚ         | 26 | 12 | 6 | 8  | 36–30   | +6  | 42                                                      | Helyosztó az 1–4. helyért |               |
| 5.  | ApóllonK     | 26 | 11 | 5 | 10 | 40–37   | +3  | 38                                                      | Helyosztó az 5–8. helyért |               |
| 6.  | OlimbiakószÚ | 26 | 9  | 9 | 8  | 41–41   | 0   | 36                                                      | Helyosztó az 5–8. helyért | 2010104–204   |
| 7.  | ÉNP          | 26 | 10 | 6 | 10 | 26–25   | +1  | 36                                                      | Helyosztó az 5–8. helyért | 2010102–401   |
| 8.  | AÉL          | 26 | 8  | 9 | 9  | 28–35   | −7  | 33                                                      | Helyosztó az 5–8. helyért | 2010102–104   |
| 9.  | Ethnikósz    | 26 | 8  | 9 | 9  | 25–27   | −2  | 33                                                      | Helyosztó a 9–12. helyért | 2010101–201   |
| 10. | Ermísz       | 26 | 7  | 9 | 10 | 31–38   | −7  | 30 \| rowspan="5" style="background-color: #fafafa;" \| | Helyosztó a 9–12. helyért |               |
| 11. | AlkíÚ        | 26 | 8  | 5 | 13 | 30–40   | −10 | 29                                                      | Helyosztó a 9–12. helyért |               |
| 12. | AÉP          | 26 | 6  | 8 | 12 | 33–37   | −4  | 26                                                      | Helyosztó a 9–12. helyért |               |
| 13. | Dóxa (K)     | 26 | 5  | 5 | 16 | 25–55   | −30 | 20                                                      | B' Katigoríasz            |               |
| 14. | APÓP (K)     | 26 | 4  | 7 | 15 | 24–47   | −23 | 19                                                      | B' Katigoríasz            |               |

Forrás: Soccerway (angolul) 
A rangsorolás alapszabályai: 1. összpontszám, 2. egymás elleni eredmények összpontszáma, 3. egymás elleni eredmények gólkülönbsége, 4. egymás elleni eredmények szerzett góljainak száma, 5. gólkülönbség, 6. szerzett gólok száma.
(B): Bajnokcsapat, (K): Kieső csapat, (F): Feljutó csapat, (I): Kupainduló, (R): A rájátszás győztese, (KGY): Kupagyőztes

### Eredményei
| Hazai \ Vendég1 | AÉK | AÉL | AÉP | ALK | ANÓ  | APÓP | APÓE | APÓL | DÓX | ÉNP | ERM | ETH | OLI | OMÓ |
| AÉK             |     | 0–0 | 2–1 | 0–2 | 3–0  | 3–2  | 1–2  | 2–2  | 2–0 | 0–2 | 2–1 | 1–1 | 1–1 | 1–2 |
| AÉL             | 1–2 |     | 1–0 | 1–0 | 1–3  | 2–0  | 2–2  | 2–3  | 3–0 | 0–0 | 1–2 | 2–1 | 3–2 | 0–0 |
| AÉP             | 2–0 | 2–2 |     | 1–2 | 1–2  | 0–0  | 1–1  | 1–0  | 5–0 | 0–1 | 3–1 | 0–1 | 1–3 | 1–1 |
| Alkí            | 1–2 | 3–0 | 2–3 |     | 2–3  | 0–0  | 2–1  | 2–3  | 1–1 | 0–3 | 0–1 | 2–2 | 0–0 | 0–4 |
| Anórthoszisz    | 2–1 | 4–0 | 1–1 | 1–2 |      | 3–0  | 2–0  | 1–2  | 4–1 | 3–1 | 4–0 | 1–1 | 2–1 | 0–0 |
| APÓP            | 0–0 | 3–4 | 0–1 | 1–2 | 3–1  |      | 0–5  | 2–1  | 1–1 | 0–2 | 1–3 | 1–0 | 1–3 | 0–1 |
| APÓEL           | 1–0 | 2–0 | 5–1 | 1–0 | 2–1  | 6–2  |      | 2–1  | 3–1 | 2–1 | 1–0 | 0–1 | 4–1 | 3–0 |
| Apóllon         | 1–2 | 3–0 | 1–0 | 1–2 | 1–2  | 2–1  | 0–5  |      | 4–0 | 1–0 | 1–1 | 1–1 | 2–1 | 2–0 |
| Dóxa            | 1–4 | 0–0 | 2–1 | 3–0 | 2–2  | 4–3  | 0–1  | 1–1  |     | 1–0 | 1–0 | 0–2 | 1–2 | 2–3 |
| ÉNP             | 0–2 | 1–1 | 2–1 | 0–2 | 0–0  | 1–0  | 1–0  | 2–1  | 1–0 |     | 3–1 | 1–2 | 1–3 | 0–1 |
| Ermísz          | 1–1 | 0–0 | 2–2 | 3–1 | 3–02 | 1–1  | 0–2  | 2–2  | 2–1 | 1–0 |     | 1–1 | 2–2 | 0–0 |
| Ethnikósz       | 0–1 | 0–0 | 2–1 | 2–1 | 0–2  | 0–0  | 0–1  | 0–2  | 3–2 | 2–2 | 1–0 |     | 0–1 | 0–0 |
| Olimbiakósz     | 2–3 | 0–2 | 2–2 | 1–1 | 2–2  | 1–1  | 1–2  | 2–1  | 1–0 | 1–1 | 3–2 | 3–2 |     | 0–2 |
| Omónia          | 2–0 | 2–0 | 1–1 | 2–0 | 1–0  | 0–1  | 0–1  | 3–1  | 6–0 | 0–0 | 4–1 | 1–0 | 2–2 |     |

Forrás: Soccerway (angolul) 
1A hazai csapatok a bal oldali oszlopban szerepelnek.
Színek: Zöld = hazai győzelem; Sárga = döntetlen; Piros = vendéggyőzelem.
2A 2011. január 29-i Ermísz–Anórthoszisz-mérkőzés 2–1-es állásnál a vendégszurkolók sorozatos rendbontása miatt félbeszakadt. A pályán elért eredményt a Ciprusi labdarúgó-szövetség törölte, és a vétlen hazai csapat javára 3–0-s gólaránnyal írta jóvá. 
 

## Helyosztók

### 1–4. helyért

#### Végeredmény
| #  | Csapat         | M  | GY | D | V  | G+ – G– | GK  | P  | Megjegyzések                                   |
| -- | -------------- | -- | -- | - | -- | ------- | --- | -- | ---------------------------------------------- |
| 1. | APÓEL (B)      | 32 | 24 | 2 | 6  | 63–22   | +41 | 74 | 2011–2012-es Bajnokok Ligája – 2. selejtezőkör |
| 2. | OmóniaCV (KGY) | 32 | 18 | 9 | 5  | 45–19   | +26 | 63 | 2011–2012-es Európa-liga – 3. selejtezőkör1    |
| 3. | Anórthoszisz   | 32 | 16 | 7 | 9  | 51–34   | +17 | 55 | 2011–2012-es Európa-liga – 2. selejtezőkör     |
| 4. | AÉKÚ           | 32 | 12 | 6 | 14 | 37–42   | −5  | 42 | 2011–2012-es Európa-liga – 2. selejtezőkör     |

Forrás: Soccerway (angolul) 
A rangsorolás alapszabályai: 1. összpontszám, 2. egymás elleni eredmények összpontszáma, 3. egymás elleni eredmények gólkülönbsége, 4. egymás elleni eredmények szerzett góljainak száma, 5. gólkülönbség, 6. szerzett gólok száma.
1Az Omónia nyerte a 2010–2011-es ciprusi kupát, így a 2011–2012-es Európa-liga 3. selejtezőkörében indulhat.
(B): Bajnokcsapat, (K): Kieső csapat, (F): Feljutó csapat, (I): Kupainduló, (R): A rájátszás győztese, (KGY): Kupagyőztes

#### Eredmények
| Hazai \ Vendég1 | AÉK | APÓE | ANÓ | OMÓ |
| AÉK             |     | 0–1  | 0–1 | 1–2 |
| APÓEL           | 3–0 |      | 0–1 | 2–0 |
| Anórthoszisz    | 2–0 | 1–2  |     | 0–0 |
| Omónia          | 3–0 | 1–0  | 1–0 |     |

Forrás: Soccerway (angolul) 
1A hazai csapatok a bal oldali oszlopban szerepelnek.
Színek: Zöld = hazai győzelem; Sárga = döntetlen; Piros = vendéggyőzelem.
 

### 5–8. helyért

#### Végeredmény
| #  | Csapat       | M  | GY | D  | V  | G+ – G– | GK  | P                                                       | Megjegyzések | Egymás elleni |
| -- | ------------ | -- | -- | -- | -- | ------- | --- | ------------------------------------------------------- | ------------ | ------------- |
| 5. | ApóllonK     | 32 | 14 | 7  | 11 | 55–44   | +11 | 49 \| rowspan="4" style="background-color: #fafafa;" \| |              |               |
| 6. | ÉNP          | 32 | 12 | 8  | 12 | 33–34   | −1  | 44                                                      |              |               |
| 7. | AÉL          | 32 | 10 | 11 | 11 | 37–45   | −8  | 41                                                      | 4030108–509  |               |
| 8. | OlimbiakószÚ | 32 | 10 | 11 | 11 | 48–53   | −5  | 41                                                      | 4010305–803  |               |

Forrás: Soccerway (angolul) 
A rangsorolás alapszabályai: 1. összpontszám, 2. egymás elleni eredmények összpontszáma, 3. egymás elleni eredmények gólkülönbsége, 4. egymás elleni eredmények szerzett góljainak száma, 5. gólkülönbség, 6. szerzett gólok száma.
(B): Bajnokcsapat, (K): Kieső csapat, (F): Feljutó csapat, (I): Kupainduló, (R): A rájátszás győztese, (KGY): Kupagyőztes

#### Eredmények
| Hazai \ Vendég1 | AÉL | APÓL | ÉNP | OLI |
| AÉL             |     | 1–1  | 1–1 | 2–1 |
| Apóllon         | 3–1 |      | 3–0 | 5–1 |
| ÉNP             | 2–3 | 2–1  |     | 1–0 |
| Olimbiakósz     | 2–1 | 2–2  | 1–1 |     |

Forrás: Soccerway (angolul) 
1A hazai csapatok a bal oldali oszlopban szerepelnek.
Színek: Zöld = hazai győzelem; Sárga = döntetlen; Piros = vendéggyőzelem.
 

### 9–12. helyért

#### Végeredmény
| #   | Csapat    | M  | GY | D  | V  | G+ – G– | GK | P                                                       | Megjegyzések   | Egymás elleni |
| --- | --------- | -- | -- | -- | -- | ------- | -- | ------------------------------------------------------- | -------------- | ------------- |
| 9.  | Ethnikósz | 32 | 10 | 9  | 13 | 29–37   | −8 | 39 \| rowspan="3" style="background-color: #fafafa;" \| | 402010107–807  |               |
| 10. | AlkíÚ     | 32 | 11 | 6  | 15 | 40–48   | −8 | 39                                                      | 401010208–704  |               |
| 11. | Ermísz    | 32 | 9  | 11 | 12 | 38–45   | −7 | 38 \| rowspan="2" style="background-color: #fafafa;" \| |                |               |
| 12. | AÉP (K)   | 32 | 8  | 11 | 13 | 44–44   | 0  | 35                                                      | B' Katigoríasz |               |

Forrás: Soccerway (angolul) 
A rangsorolás alapszabályai: 1. összpontszám, 2. egymás elleni eredmények összpontszáma, 3. egymás elleni eredmények gólkülönbsége, 4. egymás elleni eredmények szerzett góljainak száma, 5. gólkülönbség, 6. szerzett gólok száma.
(B): Bajnokcsapat, (K): Kieső csapat, (F): Feljutó csapat, (I): Kupainduló, (R): A rájátszás győztese, (KGY): Kupagyőztes

#### Eredmények
| Hazai \ Vendég1 | AÉP | ALK | ERM | ETH |
| AÉP             |     | 1–1 | 1–1 | 0–1 |
| Alkí            | 1–3 |     | 1–0 | 2–3 |
| Ermísz          | 3–3 | 1–2 |     | 1–0 |
| Ethnikósz       | 0–3 | 0–3 | 0–1 |     |

Forrás: Soccerway (angolul) 
1A hazai csapatok a bal oldali oszlopban szerepelnek.
Színek: Zöld = hazai győzelem; Sárga = döntetlen; Piros = vendéggyőzelem.
 

## A góllövőlista élmezőnye
Forrás: Ciprusi Labdarúgó-szövetség (görögül).
21 gólos
- Miljan Mrdaković (Apóllon)

17 gólos
- Mihálisz Konsztandínu (Omónia)

16 gólos
- João Paulo (Olimbiakósz)

13 gólos
- Cafú (Anórthoszisz)
- Joeano (Ermísz)

11 gólos
- Ivan Tricskovszki (APÓEL)
- Esteban Solari (APÓEL)
- Emmanuel Kenmogne (Olimbiakósz)

10 gólos
- Gustavo Manduca (APÓEL)
- Freddy (AÉL)
- Moustapha Bangura (Apóllon)

## Nemzetközikupa-szereplés

### Eredmények
| Csapat       | Kupa            | Forduló         | Ellenfél          | 1. mérk. | 2. mérk.   | Össz.      |
| ------------ | --------------- | --------------- | ----------------- | -------- | ---------- | ---------- |
| Omónia       | Bajnokok Ligája | 2. selejtezőkör | Renova            | 3–0      | 2–0        | 5–0        |
| Omónia       | Bajnokok Ligája | 3. selejtezőkör | Red Bull Salzburg | 1–1      | 1–4        | 2–5        |
| Omónia       | Európa-liga     | Rájátszás       | Metaliszt Harkiv  | 0–1      | 2–2        | 2–3        |
| Apóllon      | Európa-liga     | 3. selejtezőkör | Szibir            | 0–1      | 2–1        | 2–2        |
| APÓEL        | Európa-liga     | 2. selejtezőkör | Tauras Tauragė    | 3–0      | 2–0        | 5–0        |
| APÓEL        | Európa-liga     | 3. selejtezőkör | Baumit Jablonec   | 1–0      | 3–1        | 4–1        |
| APÓEL        | Európa-liga     | Rájátszás       | Getafe            | 0–1      | 1–1        | 1–2 (h.u.) |
| Anórthoszisz | Európa-liga     | 1. selejtezőkör | Bananc            | 3–0      | 1–0        | 4–0        |
| Anórthoszisz | Európa-liga     | 2. selejtezőkör | HNK Šibenik       | 0–2      | 3–0 (h.u.) | 3–2        |
| Anórthoszisz | Európa-liga     | 3. selejtezőkör | Cercle Brugge     | 0–1      | 3–1        | 3–2        |
| Anórthoszisz | Európa-liga     | Rájátszás       | CSZKA Moszkva     | 0–4      | 1–2        | 1–6        |

Megjegyzés: Az eredmények minden esetben a ciprusi labdarúgócsapatok szemszögéből értendőek, a dőlttel írt mérkőzéseket pályaválasztóként játszották.

### UEFA-együttható
A nemzeti labdarúgó-bajnokságok UEFA-együtthatóját a ciprusi csapatok Bajnokok Ligája-, és Európa-liga-eredményeiből számítják ki. Ciprus a 2010–11-es bajnoki évben 3,125 pontot szerzett, ezzel a 25. helyen zárt.
| Csapat       | SGY | SD | SV | GY | D | V | Bónusz | Pont   | Átlag |
| ------------ | --- | -- | -- | -- | - | - | ------ | ------ | ----- |
| Omónia       | 2   | 2  | 2  | 0  | 0 | 0 | 0,000  | 3,000  |       |
| Apóllon      | 1   | 0  | 1  | 0  | 0 | 0 | 0,000  | 1,000  |       |
| APÓEL        | 4   | 1  | 1  | 0  | 0 | 0 | 0,000  | 4,500  |       |
| Anórthoszisz | 4   | 0  | 4  | 0  | 0 | 0 | 0,000  | 4,000  |       |
| Összesen     | 11  | 3  | 8  | 0  | 0 | 0 | 0,000  | 12,500 | 3,125 |

## Külső hivatkozások
- Hivatalos oldal (Ciprusi labdarúgó-szövetség) (görögül)
- Eredmények és tabella az rsssf.com-on (angolul)
- Eredmények és tabella a Soccerwayen (angolul)